# Konflikt v Kivu
Konflikt v Kivu začal v roce 2004 ve východním Kongu jako střetnutí mezi vládními ozbrojenými silami Demokratické republiky Kongo (FARDC) a hutuskými Demokratickými silami za osvobození Rwandy (FDLR). Probíhala doposud ve třech fázích, z nichž poslední stále trvá.
Do března 2009 bylo hlavním soupeřem FARDC Národní shromáždění pro ochranu lidu (CNDP). Po ukončení bojů mezi těmito dvěma skupinami se staly hlavní opoziční silou tutsijské jednotky, původně vedené Laurentem Nkundou.
Do konfliktu je zapojena Mise OSN v Kongu (MONUSCO), jde o největší z probíhajících mírových operací. Cílem mírových jednotek je bránit eskalaci násilí, porušování lidských práv i využívání dětských vojáků.
Jedním z faktorů, který má vliv na pokračování války, je nerostné bohatství Konga. Válku tak pomáhá financovat nelegální těžba konfliktních surovin, zejména zlata, kasiteritu nebo coltanu.

## Fáze války
- 1. fáze: 2004–2009
- 2. fáze: 4. dubna 2012 – 7. listopadu 2013
- 3. fáze: 31. ledna 2015 – současnost

## Strany konfliktu
- Ozbrojené síly Demokratické republiky Kongo (FARDC - Forces Armées de la République Démocratique du Congo)
- Demokratické síly za osvobození Rwandy (FDLR - Forces démocratiques de libération du Rwanda)
- Národní shromáždění pro ochranu lidu (CNDP - Congrès national pour la défense du peuple)